# Fuerte Libéria
El Fuerte Libéria es una fortificación situada en la parte alta del pueblo de Villafranca de Conflent en la cima del monte Belloc. Fue construido por Sébastien Le Preste de Vauban en 1681, tras la división de Cataluña entre los reinos francés y español por el Tratado de los Pirineos. El fuerte se comunica con el pueblo de Villafranca por una escalera subterránea de 734 peldaños y domina la población desde una altura de 150 metros.
Fue ocupado por las tropas españolas en agosto de 1793 y recuperado por el ejército francés después de la victoria en la batalla de Peyrestortes.

## Monumento histórico
Antigua prisión de las envenenadoras de la corte Luis XIV, se encuentra situado en la confluencia de los valles del Têt y del Cady. El fuerte Libéria domina la ciudad de Villafranca de Conflent. En junio de 2008 fue declarado "monumento" por la Comisión Regional de patrimonio y de la región de Languedoc-Rosellón (que emanan de la Dirección Regional de Asuntos Culturales), después de haber sido declarado Patrimonio de la Humanidad por la Unesco como parte de las fortificaciones de Vauban. El arquitecto jefe de monumentos históricos intervino en una restauración de este monumento.